# Euophrys albimana
Euophrys albimana är en spindelart som beskrevs av Denis 1936 [1937. Euophrys albimana ingår i släktet Euophrys och familjen hoppspindlar. Inga underarter finns listade i Catalogue of Life.